# Меса Гальзен
77°23′39″ пд. ш. 161°25′52″ сх. д. / 77.39416667° пд. ш. 161.43111111° сх. д.
Меса Гальзен — витягнута столова гора висотою 1345 м і довжиною 5 км на Землі Вікторії в Східній Антарктиді. Це найсхідніша та найбільша з трьох гір Айлендського хребта в центрі Антарктичних сухих долин. Схили цієї гори круто піднімаються на 500—600 м над дном долин Барвік і Маккелві.
Консультативний комітет з антарктичних назв у 2005 році назвав його на честь бельгійсько-американського фізика Френсіса Гальзена (* 1944) з Університету Вісконсін-Медісон, який працював над антарктичним масивом детекторів мюонів і нейтрино з 1988 року в межах Антарктичної програми США. У 2004 році він відіграв ключову роль у шести кампаніях зі встановлення детектора нейтрино в так званому IceCube на станції Південного полюса Амундсена-Скотта.